# Adriano Pallini
Adriano Pallini (Atri, 1897 – 1955) è stato un sarto italiano.

## Biografia
Dopo aver assimilato l'esperienza della scuola sartoriale abruzzese, Pallini si trasferisce a Milano durante gli anni venti, dove apre la propria boutique di moda maschile. Il suo stile, classico e sobrio, viene spesso impreziosito dalla stoffe esotiche e pregiate che Pallini si procurava durante i suoi frequenti viaggi a Londra.
Nel corso della sua esistenza vestì tra gli altri Giorgio De Chirico, Massimo Campigli, Arturo Martini, Piero Marussig, Lucio Fontana ed il futuro presidente della repubblica Giovanni Gronchi. Anche se specializzato nell'abbigliamento maschile, Pallini disegnò anche tailleur femminili per Claretta Petacci.
Fu anche collezionista d'arte: possedeva alcuni dipinti di Paul Guillaume, di Modigliani, di Arturo Martini, di Giorgio de Chirico, di Carlo Carrà, di Alberto Savinio, alcune sculture di Francesco Messina, di Giacomo Manzù e di Marino Marini, ed anche ceramiche di Lucio Fontana.

## Omaggi
- L'Archivio di Adriano Pallini è conservato dalla figlia Nicoletta a Milano.